# Personaggi di Magi: The Labyrinth of Magic

Alcuni personaggi di Magi (da sinistra verso destra): Toya, Dorji, Baba, Sinbad, Pisti, Hakuei, Morgiana, Masrur, Drakon, Aladdin, Yamuraiha, Alibaba, Sharrkan, Ja'far, Hinahoho, Hakuryuu, Spartos, Kōgyoku, Sphintus, Myers, Marga e Titus.

In questa voce sono presenti tutti i personaggi rilevanti che appaiono nella serie manga ed anime Magi: The Labyrinth of Magic di Shinobu Ōtaka.

## Protagonisti

### Aladdin
Aladdin (アラジン?, Arajin)
Doppiato da Kaori Ishihara.
Suo nome è ispirato all'omonimo Aladino de Aladino e la lampada magica.
Aladdin è un Magi di Alma Torran in quanto figlio del Re Solomon e della regina Sheba di Alma Torran e, per questo motivo, è spesso definito "messaggero di Solomon". È infatti stato cresciuto da Ugo all'interno del Palazzo Sacro al solo scopo di essere inviato sulla terra per combattere l'organizzazione di Al-Thamen e prevenire il ripetersi della tragedia che distrusse Alma Torran. 
All'inizio della storia appare come un ragazzino di circa dieci anni, con lunghi capelli blu, sempre raccolti in una lunghissima treccia. I Djinn hanno più volte appurato che sia la copia perfetta del padre, se non per la forma dei suoi occhi, che ricorda esattamente quelli di sua madre Sheba. Solitamente indossa un Turbante magico, che in caso di necessità si trasforma in un tappeto magico che gli permette di volare. Dopo i sei mesi di permanenza a Magnostadt cresce di molti centimetri e comincia a usare il bastone magico di Matal Mogamett. Dopo i tre anni di timeskip mostra di essere profondamente cambiato caratterialmente ma fisicamente non appaiono differenze sostanziali: ha imparato a padroneggiare la magia spaziale di Solomon ma i suoi capelli sono ancora intrecciati fittamente e la sua altezza sembra essersi stabilizzata. Nella saga attuale ha quindici anni. Aladdin ha una personalità allegra e gentile, che gli permette di stringere amicizia con grande facilità praticamente con chiunque. Tiene tantissimo ai suoi amici e in molte occasioni non manca di difenderli strenuamente da accuse ingiustificate e comportamenti sgarbati. Spesso, per il loro bene e per le responsabilità che sente nei loro confronti, tende a sforzarsi più del necessario e a spingere il proprio corpo al limite. Ha un temperamento pacato, che gli permette di restare concentrato e di non farsi prendere dal panico anche in situazioni pressappoco disperate. Ha una grande smania di imparare, che dimostra sia nelle lezioni con Yamraiha, sia durante il suo periodo all'accademia di Magnostadt. 
Ha passato la maggior parte dell'infanzia, fino ai dieci anni, all'interno del Palazzo Sacro, pertanto non sa molto sul mondo esterno. All'inizio della storia, fa amicizia con Alibaba, che diventa il suo primo Candidato a Re. Durante la storia, ottiene anche la cosiddetta Saggezza di Solomon (ソロモンの知恵?, Soromon no Chie), la quale gli permette di connettersi con le anime dei morti all'interno del flusso dei Rukh e materializzarle per un breve lasso di tempo. Quando utilizza tale potere, sulla sua fronte appare un luminoso simbolo formato da una circonferenza che contiene una stella ad otto punte. Dopo aver aiutato Alibaba presso Balbadd, parte con lui e Morgiana verso il Regno di Sindria, dove viene istruito dalla maga di corte e membro degli Otto Generali, Yamuraiha. Successivamente parte verso l'accademia della magia di Magnostadt, il Regno dei Maghi, per approfondire i suoi studi e per indagare in segreto su tale luogo e la sua connessione con Al-Thamen.
Ma quando Magnostadt viene invasa dall'esercito dell'Impero di Leam, Aladdin decide di unirsi alla battaglia per riuscire a fermare il conflitto tra le due nazioni e così proteggere i nuovi amici che si è fatto durante la sua permanenza nell'accademia. Durante il timeskip è fuggito sul Continente Oscuro assieme a Morgiana e Hakuryuu per non essere rintracciato da Arba. Dopo un lungo addestramento ritorna indietro e supporta Yunan nel combattimento definitivo contro Arba, scacciandola dal corpo di Hakuei con una magia alchemica. Fattò ciò si ricongiunge ad Alibaba per impedire a Sinbad e David di impadronirsi del Palazzo Sacro.

Ugo (ウーゴ?, Uugo)
Doppiato da Toshiyuki Morikawa
Il djinn che risiede all'interno del flauto di Aladdin. È il custode del Tempio Sacro. Nonostante il suo corpo gigantesco risieda nel flauto, la sua testa in realtà si trova in uno spazio diverso. Per questo motivo, quando viene evocato, la sua testa non esce dal flauto. Aladdin lo descrive come un djinn davvero molto bello.
Anche se non è ben chiaro quali siano i suoi poteri, quando viene materializzato sembra specializzato nel combattimento corpo a corpo. Può anche evocare la magia del calore in entrambe le sue mani, per sferrare colpi letali. 
È molto timido, tanto da arrossire o addirittura svenire se viene toccato da una ragazza. Per riuscire a superare questa sua debolezza, si è abituato ad essere toccato da Morgiana.
Il rapporto tra Aladdin e Ugo è diverso da quello tra i conquistatori di dungeon ed i loro djinn; infatti i due sono amici e non padrone e servitore. Non essendo in realtà il djinn di Alddin, nonostante il ragazzo possa evocarlo, non può concedergli il suo potere.

### Alibaba Saluja
Alibaba Saluja (アリババ・サルージャ?, Aribaba Saruuja)
Doppiato da Yūki Kaji
Alibaba fa la sua prima apparizione nel secondo capitolo di Magi. Il suo nome è ispirato al protagonista della storia Alì Babà e i quaranta ladroni. Inizialmente si presenta come un ragazzo di 17 anni, dai capelli biondi e gli occhi dorati, e alto 168 cm. Attualmente, ha 22 anni.
Alibaba è nato a Balbadd, figlio di una prostituta nei bassifondi della città. In seguito alla morte dei loro genitori, la madre di Alibaba si prese cura anche dei suoi amici Kassim e Mariam, adottandoli come fossero figli propri. Tuttavia, la madre muore di una malattia, ed i tre si ritrovano a dover lavorare in strada per sopravvivere. Compiuti i dieci anni, si scopre che Alibaba è il figlio illegittimo del re di Balbadd, il quale decide di riconoscerlo e portarlo a corte affidandogli il titolo di terzo principe di Balbadd. Qui viene istruito in diversi campi, come l'uso della spada ed economia, così da diventare, in futuro, un buon re, in quanto i suoi primi due figli non sembravano tagliati per tale ruolo. Tuttavia, quando il re muore a causa di un incidente causato da Kassim, Alibaba decide di scappare dalla città e di sfruttare le sue conoscenze in ambito di economia per lavorare come commerciante.
Successivamente, presso la città di Qishan, Alibaba fa la conoscenza di Aladdin e con la sua guida riesce a conquistare il Settimo Dungeon, "Amon". Con il tesoro ottenuto nel il dungeon, Alibaba diventa il nuovo reggente di Qishan e compra e libera tutti gli schiavi della città, inclusa Morgiana. Dopo aver atteso Aladdin per diverse settimane, in quanto il ragazzo era sparito dopo la loro conquista del dungeon, Alibaba decide di recarsi a Balbadd, dove si unisce ai Briganti della Nebbia, una banda di ladri capitanati da Kassim che ruba ai ricchi della città attraverso l'ausilio di alcune armi magiche e poi distribuisce il bottino ai poveri. Visti i suoi poteri, ottenuti da Amon, il ragazzo inizia a venir soprannominato come "Alibaba, l'uomo delle meraviglie" e Kassim decide di nominarlo capo simbolico del loro gruppo. Insieme, i due iniziano a pianificare un modo per fermare il governo tirannico di Abhmad, fratellastro di Alibaba, succeduto al trono dopo la fuga di quest'ultimo.
Con l'aiuto di Aladdin, Sinbad e gli altri suoi amici, Alibaba riesce a trovare una soluzione pacifica al problema attraverso un colpo di Stato, abolendo la monarchia e facendo del loro Stato una repubblica.
Tuttavia, a causa dell'intromissione dell'Impero di Kou, interessato ad ottenere Balbadd come punto strategico per le loro conquiste, Alibaba è costretto ad abbandonare la sua nazione e ad emigrare a Sindria, sotto la protezione di Re Sinbad. Qui, diviene allievo di uno dei membri degli Otto Generali del regno, Sharrkan, che lo istruisce sia su nuove tecniche con la spada che sull'uso dei poteri del suo djinn. Sotto missione di Sinbad, partecipa anche alla conquista del Sessantunesimo Dungeon, Zagan, il quale tuttavia sceglie come proprio possessore l'amico Hakuryuu. In questa occasione, Morgiana diventa il suo primo Strumento del Servitore.
Rendendosi però conto di avere un problema con la qualità del suo Magoi e trovandosi impedito ad usare a pieni poteri il suo djinn, come invece riescono a fare Sinbad, Kougyoku e Hakuryuu, Alibaba decide di diventare gladiatore presso il colosseo dell'Impero di Reim, così da avere la possibilità di incontrare qualche membro della tribù Yambala, specializzata nella manipolazione del Magoi. Lì, scopre che nel suo corpo sono presenti due tipi di Magoi che si contrastano l'un l'altro: il proprio e parte di quello di Kassim. Dopo che i due magoi si fondono, Alibaba diventa finalmente in grado di utilizzare l'equipaggiamento del djinn a piena potenza. Durante la guerra tra Laem e Magnostadt, Alibaba riesce finalmente a ritrovare Aladdin, arrivando giusto in tempo prima che Mu Alexius uccida l'amico e distrugga la città col potere del proprio Strumento del Servitore. Successivamente, assiste Kouha Ren (terzo principe dell'Impero di Kou), che si stava dirigendo verso Magnostadt per conquistare la città, impedendo che i Djinn oscuri di Mogamett annientino completamente lui ed il suo esercito. Poi unisce le proprie forze con Aladdin e tutti i possessori di Artefatti Genieschi dell'impero di Kou, Reim e dell'Alleanza dei Sette Mari (arrivata tempestivamente grazie a Morgiana e a Yunan, il terzo magi), per fermare Mogamett.
Ritornato a Sindria, Alababa viene invitato da Kouen Ren, primo principe dell'impero di Kou, presso Balbadd. Ad accompagnarlo sono Morgiana e alcuni suoi amici, conosciuti durante la permanenza a Laem. In questa occasione, Olba e Toto diventano parte degli utilizzatori degli Strumenti del Servitore. Kouen gli offre l'amministrazione di Balbadd in cambio dei suoi servigi, perciò Alibaba decide di "tradire" Sindria.

Amon (アモン?, Amon)
Amon è il djinn della dignità e del rigore. Aladdin e gli altri lo incontrano all'interno del Settimo Dungeon. Ha l'aspetto di un vecchio obeso e barbuto, dall'aria intimidatoria. Di Alibaba ammira la capacità di sacrificare se stesso per gli altri. Il suo potere ha a che fare con le fiamme. Più tardi nella storia, avrà una specie di “figlio” che dimorerà all'interno degli Strumenti del Seguace di Morgiana.

### Morgiana
Morgiana (モルジアナ?, Morujiana)
Doppiata da Haruka Tomatsu
Lei è nata nel Continente Oscuro (Katargo) ed è una discendente della mitica tribù dei Fanalis. Il suo nome è ispirato alla omonima serva della storia Alì Babà e i quaranta ladroni. Fa la sua prima apparizione nel capitolo quarto, presentandosi come una ragazza dai capelli rossi di circa quattordici anni (attualmente nella storia ne ha diciannove).
Quando era molto piccola, Morgiana fu catturata dai mercanti di schiavi e venduta a Jamil, reggente di Qishan. All'inizio si dimostra poco socievole e priva di emozioni, ma dopo essere stata liberata dalla schiavitù comincia pian piano ad aprirsi anche con gli altri. Nonostante sembri una ragazza normale, è talmente veloce che riesce ad avvicinarsi al nemico in un solo istante. Oltre ad una straordinaria forza nelle gambe, che le permette persino di scalare i muri in verticale, ha anche un ottimo olfatto, che le permette di memorizzare gli odori delle persone che conosce e di rintracciarle. Anche se minore della forza nelle gambe, la forza nelle sue braccia è abbastanza da riuscire a sollevare e lanciare via una persona come Alibaba. Dopo la partenza di Alibaba da Qishan, prende a cuore le parole di Goltas, il suo benefattore, e decide che tornerà a Katargo, la sua patria.
Tuttavia, nell'intento di aiutare i suoi amici Alibaba e Aladdin, si ritrova coinvolta nelle vicende di Balbadd e decide di seguire i due anche a Sindria. Qui, desiderando più forza per proteggere i suoi due amici, inizia ad allenarsi con il Fanalis Masrur, uno degli Otto Generali di Sindria. Durante l'esplorazione del Sessantunesimo Dungeon, Zagan, in compagnia di Alibaba, Aladdin e Hakuryuu, Morgiana ottiene il suo Strumento del Servitore, "Amol Selseira", che giace all'interno delle sue cavigliere infuse con potere di Amon, create usando le manette che legavano le sue gambe quando era ancora una schiava.
Successivamente, spronata da Masrur e Hakuryuu, Morgiana decide definitivamente di partire verso Katargo per cercare altri Fanalis. Prima di separarsi dal gruppo, Hakuryuu le confessa i suoi sentimenti per lei, chiedendole di seguirlo nel regno di Kou e di diventare la sua sposa, ma lei non accetta la proposta e prosegue decisa il suo viaggio verso Katargo da sola. Qui non riesce ad incontrare alcun Fanalis, ma fa conoscenza del Magi Yunan, che le insegna a controllare al meglio il suo Strumento del Servitore.Quando Kouen Ren invita Alibaba presso Balbadd, Morgiana decide di accompagnarlo, mostrando di nascondere una cotta per lui.

## Qishan
Qishan (チーシャン?, Tchiishan) è la città oasi. È costruita intorno al Settimo Dungeon. Dopo che questo apparve, la città divenne molto famosa a causa degli avventurieri che vi si radunavano.
Jamil (ジャミル?, Jamiru)
Il reggente di Qishan. A prima vista appare come un giovane di bell'aspetto e nobile, ma in realtà nasconde una personalità arrogante ed egoista. Sa utilizzare una tecnica di spada, ma il suo talento migliore è la sua abilità nel maltrattare i suoi schiavi. Essendo sempre molto violento nei loro confronti, loro non osano disubbidirgli. La sua personalità distorta è stata causata però dagli insegnamenti sbagliati ricevuti dal proprio maestro durante l'infanzia, Markkio di Al-Thamen. 
Come gli aveva predetto il maestro, a lungo tempo aspettava l'arrivo di un Magi per poter essere scelto come candidato al titolo di re. Ma né Aladdin né Amon vedono in lui la stoffa per diventarlo. Successivamente si scopre che il Magi che avrebbe dovuto sceglierlo come re avrebbe dovuto essere Judal, sotto volere di Markkio stesso, ma il Magi nero viene a fare visita alla città di Qishan quando Jamil è già entrato nel Dungeon per conto suo.
Supponendo che Jamil sia già morto al suo interno, Judal cerca di sigillare il Settimo Dungeon. Per ironia della sorte, Jamil muore coinvolto proprio nel crollo dello stesso.
Goltas (ゴルタス?, Gorutasu)
Uno degli schiavi di Jamil. Discende da un popolo nomade del Nord (che si scoprirà poi essere la stirpe Kouga). Possiede una forza sovraumana ed ha il volto nascosto da una maschera. A causa di alcune ferite che si è procurato tempo prima, si pensava che non fosse più in grado di parlare. In realtà, aveva deciso di non parlare più per propria scelta.
Muore insieme a Jamil nel crollo del Settimo Dungeon, dopo aver tagliato le catene di Morgiana ed averle consigliato di ritornare nel suo paese natale.

## Clan Kouga
Una tribù che vive nella steppa, ispirata ai popoli nomadi mongoli. È una stirpe di guerrieri nomadi che vive insieme ai cavalli, da centinaia di anni.
In passato il clan Kouga raggiunse un livello di prosperità incredibile. Il primo grande re Chagan Khan ottenne una forza sovraumana e costruì l'impero più grande mai esistito nella storia, il grande Impero Kouga. Tuttavia, questo si indebolì sempre più, ed ora i superstiti della stirpe Kouga sono persino vittime dei cacciatori di schiavi.
Baba (ババ?, Baba)
L'anziana capo villaggio. È la nipote del 155° grande re del clan Kouga, ed il suo vero nome è Chagan Shama. È in grado di vedere i Rukh. Nonostante sia praticamente cieca, riesce a percepire cosa le accade intorno grazie all'aiuto dei Rukh. Viene rispettata da tutti gli abitanti del villaggio, che lei considera come suoi figli. 
Viene assassinata con astuzia da Ryosai, vice generale dell'esercito di Hakuei Ren, ma riesce a sopravvivere abbastanza da calmare il suo popolo ed evitare una guerra. Affiderà ad Aladdin il suo bastone, ma verrà distrutto durante l'attacco di Mu Alexius a Magnoshadt.

## Balbadd
Balbadd (バルバッド?, Barubaddo) è il Paese più piccolo del continente, tanto che sarebbe più giusto definirlo una città. La sua indipendenza può essere attribuita solamente alle buone relazioni diplomatiche che ha con gli altri paesi. Anche se la sua capitale, Balbadd, si trova sul continente, il Paese è composto da numerose centinaia di isole.

Balbadd commercia da lungo tempo con Parthevia ed è questo gli ha permesso di fiorire.
Per generazioni, la famiglia Saluja ha regnato con saggezza sul paese ma da quando l'ultimo re è morto, il Paese ha subito un periodo di crisi sotto il governo di Abhmad, finché, grazie ad Alibaba, non è riuscito a trasformarsi in una repubblica autonoma, seppur sotto la giurisdizione dell'Impero di Kou.
Rashid Saluja (ラシッド・サルージャ?, Rashiddo Sarūja)
Padre di Alibaba, Abhmad e Sabhmad e 22º re di Balbadd. Ha insegnato a Sinbad come si commercia. Da tempo il suo fisico era minato da una grave malattia, ma muore dopo essersi sentito male in seguito all'incursione al palazzo reale da parte dei ribelli guidati da Kassim.
Anise (アニス?, Anisu)
La madre di Alibaba. Prima di lavorare come prostituta, era una cameriera a palazzo reale. Quando i genitori di Kassim e Mariam, due amici di Alibaba, muoiono, Anise li adotta come se fossero suoi figli. Tuttavia muore anche lei quando i tre sono ancora dei bambini a causa di una grave malattia.
Ahbmad Saluja (アブマド・サルージャ?, Abumado Sarujaa)
Il 23º re di Balbadd. Uno dei due fratelli maggiori di Alibaba. È arrogante, avido ed egoista, arrivando a cedere i suoi cittadini in schiavitù all'impero Kou per il benessere di una ristretta classe privilegiata. A causa del suo aspetto fisico, è soprannominato da molti dei personaggi "maiale".
Sahbmad Saluja (サブマド･サルージャ?, Sabumado Sarujaa)
Viceré di Balbadd. Fratello minore di Abhmad ed uno dei fratelli di Alibaba. Non è d'accordo con le azioni del fratello, ma a causa del suo carattere timido e debole, non riesce ad opporsi a lui. Rispetto ad Abhmad, Sabhmad è molto affezionato ad Alibaba e lo considera realmente suo fratello.
Barkak (バルカーク?, Barukaaku)
Il maestro di spada di Alibaba quando il ragazzo era ancora a corte.

## Impero di Kou
L'impero di Kou (煌帝国?, Kou Teikoku) è probabilmente ispirato alla Cina in età imperiale. Un Paese militaristico che regna sulle pianure centrali. Anche se era solo un piccolo paese nell'estremo est fino a poco tempo prima, in poco tempo è riuscito a conquistare il controllo delle intere pianure centrali. La causa di questa espansione è il Magi dell'Impero, Judal. Egli ha evocato vari dungeon e vi ha mandato vari eletti tra i principi imperiali, conferendo loro incredibili poteri. Nei dungeon si possono trovare oggetti magici, mostri potenti ed anche Artefatti Genieschi, oggetti metallici che contengono un djinn al proprio interno. Grazie agli oggetti contenuti nei dungeon e all'impiego di mostri nel proprio esercito, l'impero Kou è riuscito a diventare in poco tempo una grandissima potenza. Attualmente, ben sei tra i principi e le principesse imperiali sono Conquistatori di Dungeon: Kouen, Koumei, Kouha, Kougyoku, Hakuei ed Hakuryuu.
Hakuryuu Ren (練白龍?, Ren Hakuryuu)
Doppiato da Kenshō Ono
Hakuryuu è il quarto principe dell'impero di Kou ed il suo nome significa "Drago Bianco". È il fratello minore di Hakuei. All'inizio della storia Hakuryu ha 16 anni (attualmente 21) ed è alto 165 cm e fa la sua prima apparizione nel capitolo 25.
 Hakuryuu ha una personalità seria e si preoccupa anche per le piccole cose. Ha i capelli blu scuro, quasi neri, e gli occhi celesti, uno più chiaro dell'altro. Ha una cicatrice nel lato sinistro del viso, procuratosi in un incendio scoppiato durante un attentato alla vita dell'imperatore, suo padre. In questa occasione, oltre all'imperatore stesso morirono anche i suoi due fratelli maggiori, Hakuren e Hakuyuu. Proprio da quest'ultimo, scoprì che in realtà l'attentanto era stato organizzato dalla loro stessa madre, Gyokuen, in collaborazione con l'organizzazione segreta Al-Thamen. Dopo questo evento, Hakuryuu ha iniziato a desiderare di riuscire ad ottenere il potere di distruggere il governo del proprio Paese e ricrearlo da capo. Visto il suo odio per la madre, la quale si è risposata con lo zio, divenuto il nuovo imperatore, ha trovato in Hakuei una nuova figura materna. Desidera proteggerla da Al-Thamen, così che anche lei non faccia la fine dei suoi due fratelli. Proprio da lei, Hakuryuu ha imparato a badare a se stesso e a fare tutto da solo, compreso il cucinare, che è diventato il suo hobby. Tra le sue capacità vi è anche la sua abilità nel padroneggiare l'arte della lancia e la manipolazione del magoi all'interno del proprio corpo, che utilizza per circondare la sua lancia è renderla incredibilmente resistente e tagliente. Nonostante Judal fosse sempre stato interessato nelle sue capacità e gli abbia proposto più volte di accompagnarlo a conquistare un Dungeon, Hakuryuu ha sempre rifiutato di affidarsi ai suoi poteri. Alla ricerca di un aiuto per raggiungere il suo bbiettivo di distruggere l'impero di Kou, parte verso Sindria, dove trova in Sinbad un potente alleato. Qui incontra anche Aladdin, Alibaba e Morgiana e diventa un loro buon amico. In particolare, trova in Alibaba un esempio di forza e coraggio da seguire. Successivamente, Sinbad manda lui ed i tre a conquistare il Sessantunesimo Dungeon, Zagan, apparso improvvisamente su un'isola vicino a Sindria. Qui, nonostante i suoi sforzi, si rende conto della propria debolezza rispetto ai tre, i quali si ritrovano a salvargli la vita più volte. Preso in giro da uno dei mostri del dungeon stesso che voleva stuzzicarlo un po', Hakuryuu scoppia persino in lacrime. Ma grazie al sostegno e alla collaborazione di Aladdin e gli altri, riesce a conquistare il dungeon, perdendo però il suo braccio sinistro. Scelto dal djinn Żagań, diventa però capace di sfruttare il suo potere per crearsi un braccio di legno che riesce a muovere come se fosse il proprio. Tornati dal dungeon, Hakuryuu si rende conto di essersi innamorato di Morgiana e, prima di ripartire per l'Impero di Kou, le chiede di andare con lui e di diventare la sua sposa. Ma lei, non sentendosela di lasciare soli gli altri due suoi amici, non accetta la proposta. Tuttavia, Hakuryuu le risponde che non è intenzionato a mollare e le promette che un giorno tornerà a rifarle la stessa proposta. Ritornato nell'Impero, Hakuryuu dimostra di sapere già usare a piena potenza il suo Equipaggiamento Djinn ed affronta la madre, la quale però rivela incredibili poteri, ed il ragazzo esce dallo scontro sconfitto. Judal allora gli propone un'ennesima volta di pensare ad una collaborazione con lui. Hakuryuu riappare per l'ultima volta proprio in compagnia di quest'ultimo, successivamente alla battaglia in Magnostadt, dove osserva da lontano Aladdin, Alibaba e Morgiana, sussurrandogli scusa per aver deciso di percorrere una strada opposta alla loro, implicando di aver quindi accettato la proposta di Judal. Grazie a Judal ottiene Belial, un nuovo djinn in grado di manipolare la mente tramite illusioni e di sottrarre il magoi a ciò che entra in contatto con lui. Approfitta del congresso mondiale su Alma Torran per "uccidere" Gyokuen, dando inizio ad una guerra civile che divide in due l'impero: da un lato la fazione da lui manipolata grazie a Belial, dall'altro tutti i principi reali e i sostenitori della legittimità di Kouen. Quando Aladdin e Alibaba provano a ragionare con lui la discussione si mostra subito inconcludente (poiché Hakuryuu è caduto nella depravazione) sfocia in un combattimento all'ultimo sangue: Aladdin utilizza per la prima volta la magia gravitazionale e manda Judal in moto perpetuo lontano dalla Terra, Hakuryuu, utilizzando Belial, sottrae il magoi e l'anima di Alibaba, uccidendolo. Vinta la guerra Hakuryuu diviene imperatore, ma non ha il coraggio di portare a termine la condanna a decapitazione del cugino, perciò esilia Kouen, Komei e Kouha su un'isola molto distante da Kou. Dopo la scomparsa del pretesto della vendetta con il tempo il suo governo si sviluppa in modo molto illuminato, divorato dai rimorsi per ciò che ha fatto ad Alibaba e ai fratellastri. Morgiana e Aladdin lo assistono, pronti a fermarlo al primo passo falso, permettendogli di recuperare gradualmente la retta via. Dopo due anni di governo abdica volontariamente, a favore di Kougyoku. Quando, tre anni dopo, Alibaba, torna in vita, Hakuryuu si scusa in lacrime per ciò che ha fatto e riescono inaspettatamente a rinsaldare il loro legame. Essendo caduto in depravazione, e quindi escluso dal flusso bianco, è uno dei pochi la cui memoria non viene riscritta da Sindbad dopo che quest'ultimo è diventato re.

Hakuei Ren (練白瑛?, Ren Hakuei)
Hakuei è la sorella maggiore di Hakuryuu, terza figlia del precedente imperatore dell'impero Kou e prima principessa imperiale. Hakuei all'inizio della storia ha 21 anni (attualmente 26), è alta 169 cm. Fa la sua prima apparizione nel capitolo 19.
 Sotto consiglio di Judal ha conquistato un dungeon ed è così diventata la padrona del djinn delle tempeste Paimon. Hakuei è anche il generale delle truppe occidentali, ma non è vista di buon occhio da buona parte dell'esercito a causa della sua natura pacifista. Infatti, preferisce risolvere le questioni di guerra e conquista in maniera diplomatica, senza spargimenti di sangue. D'altro canto, essendo una conquistatrice di dungeon, rimane una donna estremamente coraggiosa, sincera, dalla grande forza di volontà e ottime abilità combattive. 
Dal momento che ha avuto il ruolo di una madre per Hakuryuu, ha fatto in modo che lui fosse capace di arrangiarsi da solo nel fare qualsiasi cosa, compreso fare le pulizie domestiche che cucinare. Ha la passione per l'equitazione, per il cucito e per la cucina, ma pare che quest'ultima specialità non sia proprio il suo forte. Infatti, la cucina di Hakuei è così pessima che più volte ha rischiato di uccidere il suo assistente ed il fratello minore.
Dopo l'uccisione di Gyokuen diventa il nuovo contenitore di Arba, finché Aladdin, ormai quindicenne, non riesce a liberarla grazie ad una magia alchemica

Seishun Li (李青舜?, Ri Seishun)
Seishun, all'inizio della storia, ha 17 anni. Attualmente 19. È alto 158 cm e fa la sua prima apparizione nel capitolo 19. Il suo nome significa "Hibiscus blu". Padroneggia l'arte delle due spade.
 È un amico d'infanzia di Hakuei ed un suo collaboratore, con il quale lei ha conquistato un dungeon. Le sue due spade contengono il suo Strumento del Servitore, le "Spade della doppia luna".
 Va d'accordo anche con Hakuryuu e quando può si allena nelle arti marziali insieme a lui, ma non sopporta che col tempo sia diventato più alto di lui. Ha un fratello maggiore, Seishuu Li, il quale ha ottenuto uno Strumento del Servitore da Kouen Ren.
Kōgyoku Ren (練紅玉?, Ren Kougyoku)
Kougyoku ha 17 anni all'inizio della storia (attualmente 22) ed è alta 163 cm. È l'ottava principessa dell'Impero di Kou e fa la sua prima apparizione nel capitolo 49.
Kogyoku è la padrona del djinn dragone acquatico Vinea, con cui riesce ad eseguire un Equipaggiamento Djinn completo fin dalla sua prima apparizione.
Kogyoku appare come una ragazza dalla grande forza di volontà; tende a comportarsi in maniera infantile talvolta, ma diventa molto seria quando la situazione lo richiede. Tuttavia, anche se si mostra agli altri come una persona molto forte e decisa, in realtà è molto insicura. 
 Essendo nata da una relazione tra l'imperatore ed una prostituta, quando era a palazzo veniva evitata e si sentiva molto sola. Dal momento che non ha amici, è bravissima nel giocare a kemari da sola, inventarsi dei giochi da fare in solitaria. Più tardi nella storia riesce però a legare con Alibaba, che diventa il suo primo amico. Prima di lui, l'unica persona con cui passava del tempo era Judal, che però la prendeva sempre in giro per le sue abitudini. Tuttavia hanno mantenuto un rapporto amichevole l'un l'altro. Judal è stata anche la prima persona che ha riconosciuto il potenziale di Kougyoku e le ha permesso di conquistare il quarantacinquesimo dungeon. 
Era stata designata come promessa sposa di Ahbmad in modo da sigillare il patto tra i loro due paesi, ma era scontenta di ciò poiché avrebbe voluto continuare ad allenarsi con la spada e diventare una guerriera, come gli altri suoi fratelli. Durante la storia, si innamora di Sinbad a prima vista, e da quel momento in poi diventa sempre molto nervosa ed imbarazzata quando si trova vicino a lui. Secondo il parere di Sinbad, la sua forza e talento nell'uso dell'Equipaggiamento Djinn è incredibile quanto terrificante. Per questo e anche per l'intenzione di spiare l'Impero i Kou dall'interno, Sinbad ha usato i poteri del suo djinn Zephar su di lei, cosa che gli permette di collegarsi a lei ed ascoltare le sue conversazioni o addirittura controllarla a distanza. Succede ad Hakuryuu come Imperatrice di Kou e nomina Alibaba come suo primo ministro. 

Koubun Ka (夏黄文?, Ka Koubun)
Ka Koubun ha 25 anni (attualmente 30). È alto 183 cm. Si crede abile nel manipolare gli stati d'animo delle persone, ma è solo una sua opinione. Il suo obiettivo è quello di far carriera ma cede sempre ai capricci della principessa Kougyoku. Fa la sua prima apparizione nel capitolo 49. 
È l'assistente di Kougyoku ed è cresciuto insieme a lei da quando lei era piccola. Proviene da una povera famiglia del nord dell'impero Kou, ma grazie alle sue abilità è riuscito ad entrare a corte ed è stato assegnato al servizio della principessa. Dal djinn di Kougyoku ha anche ottenuto uno Strumento del Servitore, il quale ha la capacità di curare le ferite attraverso l'acqua. Ma continua a chiedersi perché, al momento della scelta, non ha desiderato un'abilità più utile che avesse potuto facilitare la sua carriera. 
Sembra avere un certo timore nei confronti di Ja'far, dopo che questo gli ha sputato in faccia per aver inscenato un falso stupro di Kougyoku da parte di Sinbad.
Sembra detestare anche Alibaba, dopo che questo gli ha soffiato la carica di primo ministro.
Kōen Ren (練紅炎?, Ren Kouen)
È il primo principe dell'impero Kou, e fa la sua prima apparizione nel capitolo 116. È il più potente ed impareggiabile generale dell'impero Kou, e viene da tutti soprannominato “Sovrano delle Fiamme” (Entei) grazie ai poteri dei suoi djinn. 
Viene descritto da Hakuryū come una persona ambiziosa ma in realtà ama profondamente i suoi fratelli e il suo più grande desiderio è un mondo unificato sotto un unico sovrano e libero dalle guerre.
Possiede 3 djinn, ed è l'unica persona al mondo oltre a Sinbad ad aver conquistato più di un dungeon (successivamente anche Hakuryuu). Kouen ha anche un estremo interesse per il sapere e la storia ed è incredibilmente interessato alle vicende che riguardano l'antico mondo di Alma Torran, perché ritiene necessaria la conoscenza del passato per un mondo che non ricommetta gli stessi errori. Viene esiliato in seguito alla guerra civile, ma non nutre rancore per Hakuryuu anzi usa il suo djinn curativo per restituirgli il braccio e le gambe perdute appena prima della condanna. Si biasima per non essere stato lui ad uccidere Gyokuen, costringendo il cugino a macchiarsi di questo fardello.

Kōmei Ren (練紅明?, Ren Koumei)
È il secondo principe dell'impero Kou, e fa la sua prima apparizione nel capitolo 116. È il conquistatore del settantunesimo dungeon ed è il brillante stratega dell'Impero di Kou. La politica di inglobamento di Balbadd è tutta farina del suo sacco, così come tutte le brillanti strategie belliche che hanno reso militarmente insuperabile l'Impero.
Viene esiliato dopo la guerra civile, ma Alibaba gli consente di tornare a costo di celare la sua identità, così da poter sfruttare le sue abilità per compensare l'immenso debito pubblico della nazione.

Kōha Ren (練紅覇?, Ren Kouha)
È il terzo principe dell'impero Kou e fa la sua prima apparizione nel capitolo 116. Ha una personalità alquanto eccentrica e sembra andare particolarmente d'accordo con Juda, e si rivolge ai suoi fratelli Koumei e Kouen chiamandoli “Mei-nii” (Fratellone Mei) “En-nii” (Fratellone En). Nonostante tutto, porta molto rispetto e grande considerazione verso suo fratello Kouhen. Tiene molto ad ognuno dei membri della propria famiglia, come dimostra gettandosi subito all'attacco e salvando Kougyoku, quando questa era stata afferrata dal gigantesco medium durante gli scontri a Magnostadt. 
Kouha dimostra anche affezione e apprensione anche verso i membri del suo esercito, proteggendo quanti più soldati possibili dall'attacco dei Djinn neri invianti da Magamett ed infuriandosi passando subito all'attacco non appena scoperto che questi avevano sterminato diversi dei suoi battaglioni. 
Quando Kouha era ancora un bambino, nonostante l'opposizione del resto della corte, scelse come membri del suo esercito, reietti e persone abbandonate dalla società, come esperimenti falliti per creare maghi artificiali come le sue tre assistenti Jinjin, Junjun e Reirei, oppure spadaccini nati da clan caduti in disgrazia o guerrieri esiliati nelle zone più estreme del loro Impero perché discendenti di uomini che avevano pianificato rivolte contro l'imperatore. La ragione di questa scelta sta nel fatto che anche lui considera se stesso come un reietto, essendo nato da una concubina dell'imperatore la quale ha successivamente perso la sanità mentale ed essendo per lungo tempo mal visto e sottovalutato a corte. Avendo dato loro uno scopo e speranza, tutti i suoi sottoposti hanno grande fiducia in lui.

Judal (ジュダル?, Judaru)
Judal appare per la prima volta nel secondo volume, quando cerca di sigillare la via al dungeon per impedire che altre persone deboli provino a conquistarlo. La sua prima e vera e propria comparsa però è a Balbad, dove giunge insieme ai membri dell'impero Kou. 
Judal è un Magi come Aladdin, al contrario di lui però controlla i Rukh neri, e per questo è chiamato il Magi nero. Collabora con l'organizzazione segreta Al-thamen. In quanto Magi, anche lui ha il compito di scegliere i candidati a diventare "re", accompagnandoli nei vari dungeon. Dal momento che è il sacerdote dell'impero Ko, tutti i suoi candidati provengono dalla famiglia imperiale. Ne ha già radunati cinque (Hakuei, Kougyoku, Kouen, Koumei, Kouha).
Quando era ancora molto piccolo, la sua famiglia fu completamente sterminata dall'organizzazione, che poi lo portò via con sé. Nonostante questa lo sfrutti e lo utilizzi quasi come un burattino, a Judal non sembra importare molto, ed anzi, dice di essere contento del tipo di vita che sta conducendo. È molto potente, crudele, arrogante ed a volte anche infantile. Ha un comportamento solitamente infantile e strafottente: adora prendere in giro le persone e fare loro dei dispetti e inoltre ama affibbiare soprannomi offensivi alle persone (Befana  (ババア?, Baaba) per Kōgyoku, Quattrocchi (めがね?, Megane) per Ka Koubun, Stupido re (バカ殿?, Baka dono) per Sinbad, Magi in miniatura (チビのマギ?, Chibi no Magi)per Aladdin). È solito non ascoltare mai nessuno e fa sempre le cose a modo suo. Come Magi, è anche in grado di evocare dungeon. Sinbad ha conquistato un dungeon da lui evocato senza il suo permesso, e Judal sembra aver sviluppato una certa ossessione nei suoi confronti. Più volte gli ha chiesto di diventare il suo candidato ufficiale al titolo di re, ma Sinbad ha sempre rifiutato. A conferma del suo sadismo, Judal stesso ha ammesso che all'inizio avrebbe voluto combattere per conquistare il mondo insieme a Sinbad; ma in seguito ha cambiato idea ed ora preferisce combattere una guerra contro Sinbad, cosa che trova molto più esilarante.
Viene sconfitto da Aladdin e trasportato nel Continente Oscuro, dove incontra lo spirito di Alibaba e si allea a lui per tornare nel suo mondo. Dopo il viaggio di ritorno, lungo tre anni, Alibaba si ricongiunge al suo corpo e lui torna al fianco di Hakuryuu ma si mostra disposto ad allearsi nuovamente con i protagonisti per impedire che il mondo venga azzerato e riscritto da Sindbad.

## Regno di Sindria
Il regno di Sindria (シンドリア王国?, Shindoria Kokuou) è un paese formato da un insieme di isole dei mari del Sud. Si trova nell'emisfero sud mondo, in un'area denominata “Terre Selvagge”. In passato erano solo un gruppo di isole disabitate sotto il comando del regno di Parthevia, verso cui nessuno si dirigeva a causa della grande varietà di mostri marini che abitano quelle acque, ma dopo che Sinbad ne ha reclamato il possesso hanno cominciato a fiorire. Sindria ha moltissimi visitatori, dal momento che è conosciuta come "il paese da sogno" creato dal "primo leggendario conquistatore di dungeon". 
È un paese con rara conformazione geografica e clima, ed una rara flora e fauna con cui gli abitanti convivono. Il Paese sta diventando prospero grazie al turismo ed al commercio, ed i suoi cittadini lo rendono ancora più prospero. La capitale del Regno di Sindria è situata nella più grande delle isole che compongono l'arcipelago.
Sinbad (シンドバッド?, Shindobaddo)
Sinbad ha 29 anni all'inizio della storia (34 attualmente) e proviene dall'Impero Parthevia, è definito all'unanimità come "la singolarità" del suo mondo: ovvero un uomo eccezionale, capace di leggere il flusso del destino (l'unico altro in grado di farlo era David, "singolarità" di Alma Torran). Fa la sua prima apparizione nel capitolo 32. Il suo nome è ispirato al protagonista di Sindbad il marinaio. 
È il re di Sindria ed il capo dell'alleanza dei Sette Mari. Aveva 14 anni quando ha conquistato il primo dungeon, "Baal". Da allora, ha viaggiato per i Sette Mari ed ha conquistato un totale di sette dungeon.
Incontra Aladdin e gli altri a Balbadd e prende a cuore le loro vicende, poiché, per sua stessa ammissione, crede che Alibaba assomigli a lui da giovane, quando era convinto di poter aiutare tutti indiscriminatamente.

Masrur (マスルール?, Masuruuru)
Masrur è originario del Continente Oscuro e appartiene alla stirpe dei Fanalis. Fa la sua prima apparizione nel capitolo 32. Il suo nome è ispirato al Masrur de Le mille e una notte al servizio di Hārūn al-Rashīd. 
È uno degli otto generali di Sindria e usa lo strumento del servitore Valalark Kauza. In genere non parla molto ed è spesso visto come privo di emozioni e freddo.
Il suo compagno più anziano, Sharrkan, spesso cerca di provocarlo. Tuttavia, Masrur ascolta solo ciò che gli dice Sinbad. Anche se possiede una stanza privata, è spesso visto dormire all'aperto. 
In passato anche lui è stato uno schiavo ed un gladiatore, ma è stato liberato da Sinbad.
Si affeziona molto a Morgiana dopo aver fatto di lei la sua discepola.
Ja'far (ジャーファル?, Jaafar)
Ja'far proviene dall'Impero di Parthevia. Padroneggia una particolare tecnica di assassinio. Fa la sua prima apparizione nel capitolo 32. Il suo nome è ispirato dal Ja'far de Le mille e una notte al servizio di Hārūn al-Rashīd. 
Ja'far è una persona calma, gentile e ligia al dovere, tuttavia è veramente spaventoso quando si arrabbia. È un personaggio intelligente e spesso si occupa di spiegare le cose. Tende a preoccuparsi sempre troppo, e quando è circondato da idioti non riesce a portare a termine il suo lavoro. Serve un po' da esempio di ‘uomo ligio al dovere’ agli altri scansafatiche che pensano solo a divertirsi.
Rimprovera sempre Sinbad per il suo comportamento poco consono, ma ha nei suoi confronti una forte lealtà. Inoltre, se una persona che non conosce bene Sinbad prova ad insultarlo o cerca di ucciderlo, Ja'far perde completamente le staffe. Nonostante spesso litighino, Ja'far supporta Sinbad in ogni sua scelta, anche le più difficili e pericolose, e lo accetta per come è; ha inoltre giurato di rimanere al suo fianco qualsiasi cosa succeda. Nonostante questa devozione, si dimostra capace di criticare l'amico dal basso della sua posizione, rimproverandolo con fermezza quando inizia a maturare l'assurda idea di riscrivere il mondo secondo i suoi ideali di pace. Questo rimprovero ferisce Sindbad, che perde la fiducia in lui e trova la determiazione per portare a termine il suo progetto.
Yamuraiha (ヤムライハ?, Yamuraiha)
Yamraiha è nata a Musta'sim (attuale Magnoshadt) ed è la figlia adottiva del preside Mogamett. È uno degli otto generali, ed è una maga specializzata in magia d'acqua. Diventa l'insegnante di magia di Aladdin, che la chiama ‘Miss Yam’. Sembra una donna dolce e gentile, ma in realtà è violenta ed ha una lingua biforcuta. A causa del suo amore per la magia e dell'orgoglio per essere una maga, spesso litiga con Sharrkan, che è uno spadaccino. Dopo lo scioglimento del regno di Sindria diviene la nuova preside di Magnoshadt.
Sharrkan (シャルルカン?, Sharurukan)
Sharrkan è nato ad Heliohapt e pare sia un principe in esilio.
È uno degli otto generali, ed ha una superba tecnica di spada. Diventa il maestro di spada di Alibaba.  A causa del suo grande amore per le tecniche di spada, spesso litiga con Yamuraiha. Poiché pensava che facesse molto figo, aveva l'abitudine di portare le ragazze che gli piacevano alla fucina di spade.
In passato era una persona seria, ma da quando ha iniziato ad imitare Sinbad è diventato così come è. Dopo lo scioglimento del regno di Sindria torna nel regno di Heliohapt e riesce a succedere al trono.
Pisti (ピスティ?, Pisuti)
Pisti è nata a Altemyra, il paese delle ragazze combattenti che danzano nel cielo.
È una degli otto generali. A causa del suo aspetto fisico, prova una certa invidia nei confronti delle ragazze sexy e le dà fastidio il fatto di avere un seno piccolo. Ma a dire il vero ha un sacco di amanti all'interno del palazzo. Il suo record di confessioni è di tredici conquiste di fila.  
  Anche lei ritorna nel suo regno dopo lo scoiglimento di Sindria.
Spartos (スパルトス?, Suparutosu)
Spartos è nato a Sasan.
È uno degli otto generali di Sindria ed è esperto di lancia.
Nella sua religiosa patria, è vietato divertirsi con le donne e bere alcool. Ma per la gioia dei suoi compagni di bevute Sharrkan e Pisti, talvolta si permette di trasgredire.
Hinahoho (ヒナホホ?, Hinahoho)
Hinahoho è nato a Imchack. 
È uno degli otto generali e conosce Sinbad da molti anni, e lo accompagnava nelle sue avventure ancora prima che diventasse un re.
Drakon (ドラコーン?, Dorakoon)
Drakon è nato nell'Impero Patervia. Si occupa degli affari militari e dell'istruzione dei subalterni. 
Uno degli otto generali. È il comandante responsabile delle truppe armate di Sindria. Ha l'aspetto di un dragone verde, ma una volta era un essere umano. 
Diventa particolarmente sensibile durante il periodo della sua muta.

## Compagnia della nebbia
La compagnia della nebbia (霧の団?, Kiri no Dan) è formata da ladri virtuosi che distribuiscono i beni ai poveri dopo aver derubato le case dei ricchi. Prima che Alibaba tornasse a Balbad, Kassim ne era il leader. Quando il capo è diventato Alibaba, Kassim ha comunque mantenuto il controllo del gruppo.
Kassim (カシム?, Kashimu)
Ha 18 anni ed è alto circa 170 cm. Fa la sua prima comparsa nel capitolo 35. Il suo nome si basa su quello del fratello di Alibaba della storia Alì Babà e i quaranta ladroni. 
È il vero capo del Gruppo della Nebbia e possiede un Artefatto Geniesco oscuro: “Kokubaku Mutou” (Spada della nebbia nera vicolante), un'arma che usa la magia e crea una nebbia con una potente forza gravitazionale, che blocca a terra i propri nemici. 
Ha passato l'infanzia insieme ad Alibaba nei quartieri malfamati, e lui e sua sorella Mariam sono stati adottati dalla madre di Alibaba dopo essere stati abbandonati dal loro padre.
Muore per gli effetti della corrizione, trasformandosi in un blocco di carbone. Il suo magoi si fonde a quello di Alibaba e lo protegge in numerose occasioni.
Zaynab (ザイナブ?, Zainabu)
Fa la sua prima comparsa nel capitolo 35. 
È l'ufficiale donna del gruppo della nebbia. Utilizza la “Spada della nebbia illusoria scarlatta”, una spada che crea una nebbia rossa che causa allucinazioni. Anche se da molti anni esce con Hassan, i due litigano spesso, lasciandosi e rimettendosi insieme di continuo.
Dopo il timeskip si sposa con Hassan e gli da due figli.
Hassan (ハッサン?, Hassan)
Fa la sua prima comparsa nel capitolo 35.
È un ufficiale del gruppo della nebbia. Indossa una benda sul suo occhio sinistro, Usa la "spada della nebbia gialla corrosiva", una spada che crea, appunto, una nebbia corrosiva.

## Al-Thamen
Al Sarmen (アル・サーメン?, Aru Saamen) è un'organizzazione segreta che alza il numero delle “Anomalie del mondo”. Cercano di infiltrarsi all'interno dei paesi in vari modi, come tesorieri, consiglieri politici o donne di corte e manipolano la storia dall'ombra. Il loro scopo sembra essere quello di portare un'epoca di oscurità così che ognuno sia privato della guida dei Rukh e non esista più il destino.
Markkio (マルッキオ?, Marukkio)
Lavora come consulente finanziario a Balbad, con il nome di "Banchiere".
Fornitore di Armi (武器商人?, Fukishounin)
È la persona che fornisce armi alla compagnia della nebbia.

### Arba
Fondatrice e guida di Al-Thamen, causò la caduta di Alma Torran e brama di veder precipitare nell'oblio anche il mondo creato da Solomon e tutelato da Ugo. È un'essenza di puro spirito e può prendere possesso solo di Gyokuen e dei suoi discendenti. È stata lei a tramare contro i fratelli e il padre di Hakuryuu spacciandosi per la madre dopo averne assorbito l'identità, e quando il principe viene a bramare vendetta lascia che uccida il corpo di Gyokuen solo per prendere possesso di quello di Hakuei. Grazie ad una magia alchemica di Aladdin viene scacciata anche da questo corpo e ritrovandosi impossibilitata a prendere possesso di quello di Hakuryuu a causa della protezione lasciatagli da Kouen, diviene incapace di entrare in contatto con il mondo fisico, eccezion fatta per Sindbad che, in quanto singolarità, può percepire la sua presenza.

## Abitanti di Alma Torran

### Solomon
Figlio di David, e padre di Aladdin. È cresciuto nell'ortodossia religiosa ma si è precocemente ribellato alla visione del mondo del padre, che vedeva tutte le altre razze come inferiori a quella umana. Ha fondato un movimento di liberazione, con lo scopo di unificare il mondo e abolire le differenze tra razze ma si è ritrovato costretto ad assumero il ruolo ingrato di re. Si innamora di Sheba ma ha dovuto abbandonarla quando nello scontro con Dio ha perso il diritto al suo corpo fisico. Per salvare i pochi sopravvissuti dalla minaccia di Ila-ah ha creato un nuovo mondo.

### Sheba
Madre di Aladdin, maga ortodossa e spietata, finché Solomon non le ha aperto gli occhi, facendo di lei un'alleata nel cammino della liberazione del mondo. Ha ricoperto la carica di prima Magi al servizio di Solomon e ha concepito suo figlio, decidendo di rallentare la nascita con la magia per poterlo dare alla luce in un "mondo felice." Viene uccisa da Arba e in punto di morte affida il suo bambino ad Ugo, pregandolo di tenere in vita tutto ciò che di lei e Solomon è rimasto.

### David
Singolarità di Alma Torran e padre di Solomon. Uomo bigotto ossessionato dal destino e dalla certezza di appartenere alla razza superiore. Dopo la distruzione di Alma Torran il suo spirito si mescola a quello di Sindbad, causando il suo lento decorso nella corruzione.

## Altri personaggi
Lyra (ライラ?, Raira)
Membro di una carovana di mercanti. Prima di entrare nella carovana, faceva parte di un gruppo di predoni del deserto e sopravviveva facendo furtarelli. Dopo aver conosciuto Saasa, decide però di cambiare e condurre una vita priva di menzogne.
Saasa (サアサ?, Saasa)
Figlia del capo della carovana di commercianti. È la migliore amica di Lyra.
Budel (ブーデル?, Buuderu)
Un facoltoso e grassoccio commerciante di vino. Considera la propria merce più importante della vita umana, ed è particolarmente arrogante verso i più deboli. Tuttavia, è estremamente servizievole nei confronti dei superiori. Dal momento che è molto grasso, Aladino lo ha soprannominato ‘il signore con le tette’.
Fatima (ファティマー?, Fatimaa)
Mercante di schiavi. In passato, era anche lui uno schiavo, ma ha ucciso il suo padrone ed è diventato in seguito un mercante di schiavi per nascondere la propria identità.